# There’s Something in the Water
There’s Something in the Water (englisch für ‚Da ist etwas im Wasser‘) ist ein kanadischer Dokumentarfilm aus dem Jahr 2019, bei dem Elliot Page und Ian Daniel Regie führten. Der Film befasst sich mit Umweltrassismus und untersucht die unverhältnismäßigen Auswirkungen von Umweltschäden auf Afrokanadier und First Nations in der kanadischen Provinz Nova Scotia. Der Name des Films stammt von Ingrid Waldrons Buch über Umweltrassismus, There’s Something in the Water.

## Handlung
Der Dokumentarfilm beginnt mit der Darstellung der Verhältnisse in einer schwarzen Gemeinde außerhalb von Shelburne in Nova Scotia, wo bislang ein Zusammenhang zwischen verunreinigtem Quellwasser und erhöhten Krebsraten kaum thematisiert wurde. Außerdem befasst sich der Film mit indigenen Gemeinschaften in Nova Scotia, die von der Gewässerverschmutzung in Boat Harbour in der Northumberlandstraße sowie in den Mi’kmaq-Stammesgebieten negativ beeinflusst wurden.

## Produktion
There’s Something in the Water wurde von Elliot Page und Ian Daniel, die zuvor bei der Dokumentarserie Gaycation zusammengearbeitet haben, gedreht und produziert. Der Film wurde seit April 2019 in Nova Scotia gedreht und enthält Interviews mit verschiedenen Umweltaktivisten aus marginalisierten Gemeinschaften sowie Archivmaterial aus Nachrichtensendungen. Page hat den Film mit 350.000 US-Dollar aus eigenen Mitteln finanziert.

## Veröffentlichung
Der Film feierte auf dem Toronto International Film Festival 2019 Premiere und wurde am 27. März 2020 auf Netflix veröffentlicht.

## Rezeption
Auf Rotten Tomatoes vergaben 77 Prozent der 13 Kritiker mehr als 3,5 Sterne. Metacritic ermittelte für den Film eine durchschnittliche Bewertung von 62/100, basierend auf sechs Rezensionen.